# Isla La Tortue
La Isla La Tortue (en francés: Île de La Tortue) es un pequeño islote rocoso de la costa nororiental de la colectividad de San Bartolomé un territorio dependiente de Francia en el Mar Caribe, al norte de las pequeñas Antillas. Su punto más alto es de 35 metros ( 115 pies) sobre el nivel del mar. Su nombre Hace referencia a las tortugas , y forma parte de la Reserva natural nacional de San Bartolomé (Réserve naturelle nationale de Saint- Barthélemy) con varios de los otros islotes del norte de St Barts.